# Arachnodes neonitidus
Arachnodes neonitidus là một loài bọ cánh cứng trong họ Bọ hung (Scarabaeidae).